# Sulpicii
Légende :
♦Patricien, ♦Plébéien, ♦Consulaire, ♦Sénatorial, ♦Équestre
Gens et Liste des gentes romaines
Les Sulpicii (au singulier: Sulpicius) sont les membres de la gens romaine patricienne Sulpicia. Ils occupent de hautes magistratures tout au long de la République romaine. Les principaux cognomina sont Camerinus, Galba et Saverrio.

## Membres

### Sous la République

#### Sulpicii Camerini
- Publius Sulpicius, (v.-560 - ?);
  - Servius Sulpicius Camerinus Cornutus, (v.-540 - -463), consul en 500 av. J.-C. ;
    - (Servius Sulpicius Camerinus), (v.-520 - ?);
      - Servius Sulpicius Camerinus Cornutus, (v.-500 - ap.-461), consul en 461 av. J.-C. et décemvir en 451 av. J.-C. ;
        - Servius Sulpicius Camerinus Cornutus, (v.-470 - ?);
          - Quintus Sulpicius Camerinus Cornutus, (v.-440 - ap.-398), tribun consulaire en 402 et 398 av. J.-C. ;

        - Quintus Sulpicius Camerinus Praetextatus, (v.-470 - ap.-431), tribun consulaire en 434 av. J.-C. ;
          - Servius Sulpicius Camerinus, (v.-440 - ap.-377), consul suffect en 393 av. J.-C. et tribun consulaire en 391 av. J.-C., -388, -384, -383, -377;
            - Servius Sulpicius Praetextatus, (v.-415 - ap.-368), tribun consulaire en 377, 376, 370 et 368 av. J.-C.
              - Servius Sulpicius Camerinus Rufus, (v.-390 - ap.-345), consul en 345 av. J.-C. ;

          - Marcus Sulpicius, (v.-435 - ?);
            - Caius Sulpicius Peticus, (v.-410 - ap.-351), consul en 364, 361, 355, 353 et 351 av. J.-C., interroi en 351 av. J.-C., et dictateur en 358 av. J.-C. ;

          - ? Quintus Sulpicius Longus, (v.-430 - ap.-390), tribun consulaire en 390 av. J.-C.;
            - Servius Sulpicius Longus, (v.-400 - ?);
              - Caius Sulpicius Longus, (v.-370 - ap.-312), consul en 337, 323 et 314 av. J.-C. et dictateur en 312 av. J.-C. ;

        - ? (Sulpicius Camerinus), (v.-450 - ?);
          - Servius Sulpicius Camerinus, (v.-420 - ap.-380), tribun consulaire en 382 av. J.-C. et censeur en 380 av. J.-C. ;

  - Quintus Sulpicius Camerinus Cornutus, (v.-530 - ap.-488), consul en 490 av. J.-C. ;

#### Sulpicii Galba
- Publius Sulpicius, (v.-380 - ?);
  - Servius Sulpicius, (v.-360 - ?);
    - Publius Sulpicius Saverrio, (v.-340 - ap.-298), consul en 304 av. J.-C. et censeur en 299 av. J.-C. ;
      - Publius Sulpicius Saverrio, (v.-320 - ap.-270), consul en 279 av. J.-C. ;
        - ? Servius Sulpicius Galba, (v.-290 - ?);
          - Publius Sulpicius Galba Maximus, (v.-255 - ap.-193), consul en 211 et 200 av. J.-C. et dictateur en 203 av. J.-C. ;
            - Caius Sulpicius Galba, (v.-230 - -199), pontife en -202;
              - Caius Sulpicius Galba, (v.-205 - ap.-171), préteur urbain en -171;

            - Servius Sulpicius Galba, (v.-225 - ap.-184), candidat au consulat en -185
              - Servius Sulpicius Galba, (v.-194 - -129), consul en 144 av. J.-C. ;
                - Servius Sulpicius Galba, (v.-159 - ap.-100), consul en 108 av. J.-C. ;
                - Caius Sulpicius Galba, (v.-158 - ap.-109),
                  - Caius Sulpicius (Galba), (v.-130 - ap.-106), triumvir monétaire en -106;
                    - ? Sulpicia, (v.-110 - ap.74);
                    - ? Publius Sulpicius Galba, (v.-105 - ap.-57), candidat au consulat en -63;
                      - ? (Sulpicius) Galba, (v.-85 - -47), préteur en -48;

                  - Servius Sulpicius Galba, (v.-125 - ap.-86), préteur en -91;
                    - Servius Sulpicius Galba, (-94 - -43), préteur en -54, candidat au consulat en -49;
                      - Sulpicia;
                      - Servius Sulpicius Galba, (v.-70 - ap.-51), triumvir monétaire en -51;
                      - Caius Sulpicius Galba, (v.-65 - ?), préteur, proconsul d'Achaie;
                        - Caius Sulpicius Galba, (v.-40 - ap.-3), consul suffect en 5 av. J.-C. ;
                          - Caius Sulpicius Galba, (v.-12 - 36), consul en 22;
                            - Sulpicia Galbilla, (v.8 - ?), épouse de Publius Cornelius Dolabella;
                            - Sulpicius (Galba), (v.16 - ap.46), questeur, edile, légat;

                          - Servius Sulpicius Galba, (24/12/-3 - 15/1/69), consul en 33 et Augustus en 68;
                            - (Sulpicius Galba), (v.20 - v.30);
                            - (Sulpicius Galba), (v.25 - v.30);

          - Servius Sulpicius Galba, (v.-250 - -199), pontife en -203;

#### Sulpicii Paterculi
- Quintus Sulpicius, (v.-350 - ?);
  - Quintus Sulpicius, (v.-325 - ?);
    - Caius Sulpicius Paterculus, (v.-300 - ap.-258), consul en 258 av. J.-C. ;
    - Servius Sulpicius Paterculus, (v.-295 - ?);
      - Sulpicia, (v.-270 - ?), épouse de Quintus Fulvius Flaccus

#### Sulpicii Gali
- Servius Sulpicius, (v.-340 - ?);
  - Caius Sulpicius, (v.-310 - ?);
    - Caius Sulpicius Galus, (v.-285 - ap.-243), consul en 243 av. J.-C. ;
      - Caius Sulpicius, (v.-250 - ap.-211), préteur de Sicile en -211;
        - Caius Sulpicius Gallus, (v.-210 - -149), consul en 166 av. J.-C. ;
          - Quintus Sulpicius Galus, (v.-180 - ap.-149);
          - Publius Sulpicius Galus, (v.-175 - ap.-142);
            - ? (Sulpicius Galus), (v.-140 - ?);
              - ? (Sulpicius Galus), (v.-120 - ?);
                - Servius (Sulpicius Galus), (v.-90 - ?);
                  - Servius (Sulpicius Galus), (v.-65 - ?);
                    - Galus Sulpicius, (v.-40 - ap.-4), consul suffect en -4;
                      - Sulpicia, (v.-15 - ?), épouse de Lucius Fulcinius Trio;

                    - ? (Caius Sulpicius) Galus, (v.-30 - ap.-5), triumvir monétaire en -5;

#### Sulpicii Rufi
- Sulpicius Rufus, (v.-150 - ?), sénateur romain;
  - Publius Sulpicius Rufus, (v.-125 - -88), devint plébéien, tribun de la plèbe en 88 av. J.-C. ;
    - Publius Sulpicius Quirinus, (v.-95 - ap.-42), censeur en 42 av. J.-C. ;
      - Sulpicia, épouse de Lucius Cornelius Lentulus Cruscellio;

  - ? Quintus Sulpicius Rufus, chevalier romain;
    - Servius Sulpicius Rufus, (-105 - -43), consul en 51 av. J.-C. ;
      - Servius Sulpicius Rufus, (v.-80 - v.-42), sénateur romain;
        - Sulpicia, (v.-50 - ?), épouse de Marcus Caecilius Cornutus;
        - Postumius Sulpicius, (v.-42 - ap.-11), préteur en -11;

      - Sulpicia, épouse de Lucius Cassius Longinus;
      - Sulpicia, épouse de Quintus Aelius Tubero;

    - Publius Sulpicius Rufus, (v.-100 - ap.-45), questeur en -69;

  - ? Servius Sulpicius Rufus, (v.-120 - ?);
    - ? Quintus (Sulpicius Camerinus), (v.-80 - ?);
      - Quintus (Sulpicius Camerinus), (v.-50 - ?);
        - Quintus Sulpicius Camerinus, (v.-25 - ap.9), consul en 9 ;
          - Quintus Sulpicius Camerinus Peticus, (v.12 - 67), consul suffect en 46 ;
            - Sulpicia Praetextata, (v.35 - ap.70), épouse de Marcus Licinius Crassus Frugi;
            - (Sulpicius) Pythicus, (v.40 - 67);

### Sous l'Empire

#### SulpiciideLanuvium
- Publius Sulpicius, (v.-80 - ?)
  - Publius Sulpicius Quirinius, (v.-55 - 21), fils adoptif du précédent, consul en 12 av. J.-C. ;
    - ? Publius Sulpicius;
      - Publius Sulpicius Scribonius Proculus, (v.20 - 67), lui et son frère Rufus ont été adopter par un Publius Sulpicius, consul suffect en 56;
      - Publius Sulpicius Scribonius Rufus, (v.23 - 67), consul suffect en 56;

#### Sulpicii Platoreni
- (Sulpicius Platorinus), (v.-60 - ?);
  - Caius Sulpicius Platorinus, (v.-35 - ap.-13), triumvir monétaire en -13;
  - Marcus Sulpicius Platorinus;
    - Caius Sulpicius Platorinus, Decemvir stilentum iudic;
      - ? Sulpicia Platorina, épouse de Cornelius Priscus;

#### Sulpicii Pollio
- Sulpicius Pollio, (v.140 - ?), sénateur roman;
  - Caius Sulpicius Pollio, (v.160 - ap.213/8), légat, Frère Arvales;
    - Sulpicius Pollio, (v.180 - ap.196);

  - Caius Sulpicius Iustus Dryantianus, (v.165 - ap.v.198), proconsul de Lycie-Pamphylie vers 198;
    - Caia Sulpicia Dymiana, épouse de Quintus Vin(ius) Victorinus;
    - Sulpicia Dryantilla, (v.210 - ap.260), épouse de Regalianus;

  - Sulpicia Agrippina, (v.165/70 - ?), épouse de Quintus Pompeius Sosius Falco;

#### Autres
- Servius Sulpicius Similis, Préfet de l'Annone, Préfet d'Egypte de 107 à 112, préfet du prétoire;
- Sextus Sulpicius Tertullus, consul en 158.
- Marcus Sulpicius Crassus, consul suffect vers 176, exécuter vers 192.